# Verdon (Dakota del Sud)
Verdon è un centro abitato (town) degli Stati Uniti d'America, situato nella Contea di Brown nello Stato del Dakota del Sud. La popolazione era di 5 persone al censimento del 2010. Fa parte dell'area micropolitana di Aberdeen.

## Storia
Verdon è stata fondata nel 1886. Prende il nome dalla città di Verdun, in Francia. Un ufficio postale fu creato a Verdon nel 1887, e rimase in funzione fino al 1982.

## Geografia fisica
Verdon è situata a 45°14′32″N 98°06′03″W (45.24231, -98.10107).
Secondo lo United States Census Bureau, ha un'area totale di 0,25 miglia quadrate (0,65 km²).

## Società

### Evoluzione demografica
Secondo il censimento del 2010, c'erano 5 persone.

### Etnie e minoranze straniere
Secondo il censimento del 2010, la composizione etnica della città era formata dal 100,0% di bianchi.